# Yannick Martin
Pour les articles homonymes, voir Matin (homonymie).
Pas d'image ? Cliquez ici

a Compétitions nationales et continentales officielles uniquement.

Yannick Martin, né le 18 mars 1971 à Aureillhan, est un joueur rugby à XV français qui évolue au poste d'ailier au sein de l'effectif du Stado Tarbes Pyrénées rugby puis de la Section paloise.

## Carrière
Après avoir commencé sa carrière à Tarbes, Martin rejoint la Section paloise, où il s'impose au poste d'ailier.
En 1996, bien que son club du Stadoceste tarbais ne se qualifie pas pour les phases finales, il est le meilleur marqueur d'essais du Championnat de France avec onze réalisations.
Il remporte le trophée national de la coupe de France Yves-du-Manoir, titulaire lors d'une victoire 13-11 face au CS Bourgoin-Jallieu.
En 1998, avec son club de la Section Paloise, il  atteint la demi-finale de la Coupe d'Europe en 1997-1998.

## Palmarès

### En club
- Coupe de France Yves du manoir :
  - Vainqueur (1) : 1997 avec la Section paloise